# Tosos
Tosos község Spanyolországban,  Zaragoza tartományban. Tosos Aguilón, Aladrén, Herrera de los Navarros, Paniza, Cariñena, Longares és Villanueva de Huerva községekkel határos. Lakosainak száma 175 fő (2024).

## Népesség
A település népessége az utóbbi években az alábbiak szerint változott:
| Lakosok száma | 192  | 217  | 239  | 244  | 226  | 208  | 192  | 183  | 162  | 175  |
|               | 2001 | 2004 | 2007 | 2009 | 2012 | 2014 | 2017 | 2019 | 2022 | 2024 |